# Сонячна магнітна система координат

## Сонячна магнітна система координат
Сонячна магнітна система координат, GSM (Geocentric Solar Magnetospheric System), як і GSE та GSEQ має вісь X напрямлену на Сонце. Вісь Y перпендикулярна земному магнітному диполю так аби площина X-Z включала вісь диполя. Положення осі Z — також до північного полюса. Різниця між GSM і GSE та GSEQ просто в повороті навколо осі X.
| Ця система координат фіксована відносно Сонця. Кут {\displaystyle \theta _{SM}} в сферичній сонячно-магнітній системі координат збігається з геомагнітной дипольною широтою, а кут, котрий відраховується від площини полуденного геомагнітного меридіана, виражений в годинах, дає місцевий магнітний час {\displaystyle MLT=3.8197\Lambda _{SM}+12.} В даній системі координат зручно задавати розподіл тих величин, котрі зв'язані з положенням Сонця, наприклад, просторовий розподіл потоків висипаних частинок, поздовжні струми, магнітосферні електричні поля. Матриця переходу сферичної геомагнітної системи координат в сонячно-магнітну систему координат має вигляд: {\displaystyle {B_{SM}{\begin{pmatrix}\cos \psi &-\sin \psi &0\\\sin \psi &\cos \psi &0\\0&0&1\end{pmatrix}}}} Тут кут {\displaystyle \psi } задається виразом {\displaystyle \psi =-0.2618\cdot {\mbox{MUT}}}, де {\displaystyle {MUT}} — всесвітній час. |

{\displaystyle {\begin{matrix}&MUT&=12-3.8197\cdot arctg\,\left({Y_{M}^{S} \over X_{M}^{S}}\right)\,,\\&X_{M}^{S}&=(\cos S_{D}\cos \alpha \cos \varphi _{0}-\cos S_{D}\sin \alpha \sin \varphi _{0})\cos \theta _{0}-\sin S_{D}\sin \theta _{0}\,,\\&Y_{M}^{S}&=-\cos S_{D}(\cos \alpha \sin \varphi _{0}+sin_{\alpha }\cos \varphi _{0})\,,\\&\alpha &=0.2618\cdot (UT-12)\,,\\&S_{D}&=arctg{\Big [}{\frac {\sin S_{L}\sin \Delta }{\sqrt {1-(\sin S_{L}\sin \Delta )^{2}}}}{\Big ]}\,,\\&S_{L}&=0.0172(I+F)+1.46\cdot 10^{-4}(I_{y}-1951)-1.4078\,,\end{matrix}}}

де
{\displaystyle I_{y}} — рік,
{\displaystyle I} — день в році,
{\displaystyle F} — час доби, виражений в долях від 24 годин,
{\displaystyle \Delta } — кут між вісю обертання Землі та вісю екліптики, рівний 23.4°,
{\displaystyle UT} — всесвітній час в годинах,
{\displaystyle S_{D}} — кут нахилу Сонця.
Таким чином, повернув геомагнітну систему координат навколо осі {\displaystyle z} на кут {\displaystyle \psi }, ми отримали сонячно-магнітну систему.